# Humanes Coronavirus 229E

Genomkarte von Human coronavirus 229E, Spezies Alphacoronavirus chicagoense der Untergattung Duvinacovirus

Das Humane Coronavirus 229E (HCoV-229E; Spezies Alphacoronavirus chicagoense) ist ein neurotropes Coronavirus, das Menschen und Fledermäuse infizieren kann. Das Virus hat eine Hülle und als genetisches Material einen Strang einzelsträngiger RNA von positiver Polarität. Die Wirtszelle wird durch die Bindung an einen APN-Rezeptor infiziert. Unter anderem mit dem Humanen Coronavirus OC43 (Betacoronavirus gravedinis, veraltet Betacoronavirus 1), dem Humanen Coronavirus NL63 (Alphacoronavirus amsterdamense) und dem Humanen Coronavirus HKU1 (Alphacoronavirus rousetti) gehört das Humane Coronavirus 229E zu den Viren, die eine gewöhnliche Erkältung auslösen können, summarisch auch englisch common cold Coronaviruses (ccCoVs) genannt. Die Spezies gehört zur Familie Coronaviridae, der Unterfamilie Orthocoronavirinae (ehemals Coronavirinae) und der Untergattung Duvinacovirus.
Das Virus wurde erstmals 1965 durch Dorothy Hamre an der University of Chicago nachgewiesen. In seltenen Fällen können auch schwere Infektionen der unteren Atemwege auftreten, einschließlich Pneumonie und Bronchiolitis, vor allem bei Säuglingen, älteren Menschen und immungeschwächten Personen. Das Virus kommt auch in Fledermäusen vor, von denen es vermutlich auf den Menschen übergesprungen ist.
Ein Subtyp ist 229E-related bat coronavirus (alias Bat Alphacoronavirus 229E related virus).